# Ocellularia canara
Ocellularia canara är en lavart som beskrevs av Nagarkar, Sethy & Patw. 1988. Ocellularia canara ingår i släktet Ocellularia och familjen Thelotremataceae.   Inga underarter finns listade i Catalogue of Life.